# Текопа (Калифорнија)
Текопа (енгл. Tecopa) насељено је место без административног статуса у америчкој савезној држави Калифорнија.

## Демографија
По попису из 2010. године број становника је 150, што је 51 (51,5%) становника више него 2000. године.
| Група             | 2000.      | 2010.       |
| Белци             | 86 (86,9%) | 115 (76,7%) |
| Афроамериканци    | 1 (1,0%)   | 1 (0,7%)    |
| Азијати           | 0 (0,0%)   | 2 (1,3%)    |
| Хиспаноамериканци | 4 (4,0%)   | 8 (5,3%)    |
| Укупно            | 99         | 150         |